# 驮卢镇
驮卢镇，是中华人民共和国广西壮族自治区崇左市江州区下辖的一个乡镇级行政单位。

## 行政区划
驮卢镇下辖以下地区：
新兴社区、繁荣社区、雷州社区、岜白村、农里村、灶瓦村、伏廖村、那模村、屯村、崇王村、更兰村、连塘村、渠邦村、驮目村、江涨村、渠立村、逐盎村、岑豆村、驮柏村和谭垌村。